# Miloš Grozdanić
Miloš Grozdanić (serbisch-kyrillisch Милош Грозданић; * 18. Februar 1995 in Vrbas, BR Jugoslawien) ist ein serbischer Handballspieler.

## Karriere

### Verein
Der 1,87 m große Linksaußen spielte zunächst für den RK Vrbas, ehe er sich dem RK Vojvodina anschloss. Mit Vojvodina gewann er 2016, 2017, 2018 und 2019 die serbische Meisterschaft sowie 2019 den serbischen Pokal. International trat er mit Vrbas im EHF Challenge Cup 2013/14 sowie mit Vojvodina mehrfach im EHF-Pokal an. In der multinationalen SEHA-Liga wurde er in der Saison 2018/19 mit 102 Toren bester Torschütze. Im November 2020 wechselte er zum deutschen Bundesligisten HSC 2000 Coburg, mit dem er am Saisonende in die 2. Bundesliga abstieg. Nach einem Jahr in der zweiten deutschen Spielklasse kehrte er im Sommer 2022 nach Novi Sad zurück. Mit den Serben gewann er den EHF European Cup der Männer 2022/23 und erneut die serbische Meisterschaft. Seit 2023 läuft er für Dinamo Pančevo auf.

### Nationalmannschaft
Mit der serbischen A-Nationalmannschaft gewann Miloš Grozdanić die Bronzemedaille bei den Mittelmeerspielen 2022. Bisher bestritt er elf Länderspiele, in denen er 29 Tore erzielte.